# Reichssportverlag
Der Reichssportverlag war ein deutscher Verlag mit Sitz in Berlin-Kreuzberg (SW 68), Charlottenstraße 6.
Der Verlag wurde in der Zeit des Nationalsozialismus anlässlich der Olympischen Spiele 1936 in Berlin gegründet. Er gab zahlreiche Sportbücher und Sportzeitschriften heraus, unter anderem das Reichssportblatt und die Olympia Zeitung, das  offizielle Organ der Olympischen Spiele.